# Glaphyrus onopordi
Glaphyrus onopordi es una especie de coleóptero de la familia Glaphyridae.

## Distribución geográfica
Habita en Irán.